# Якорь Смита

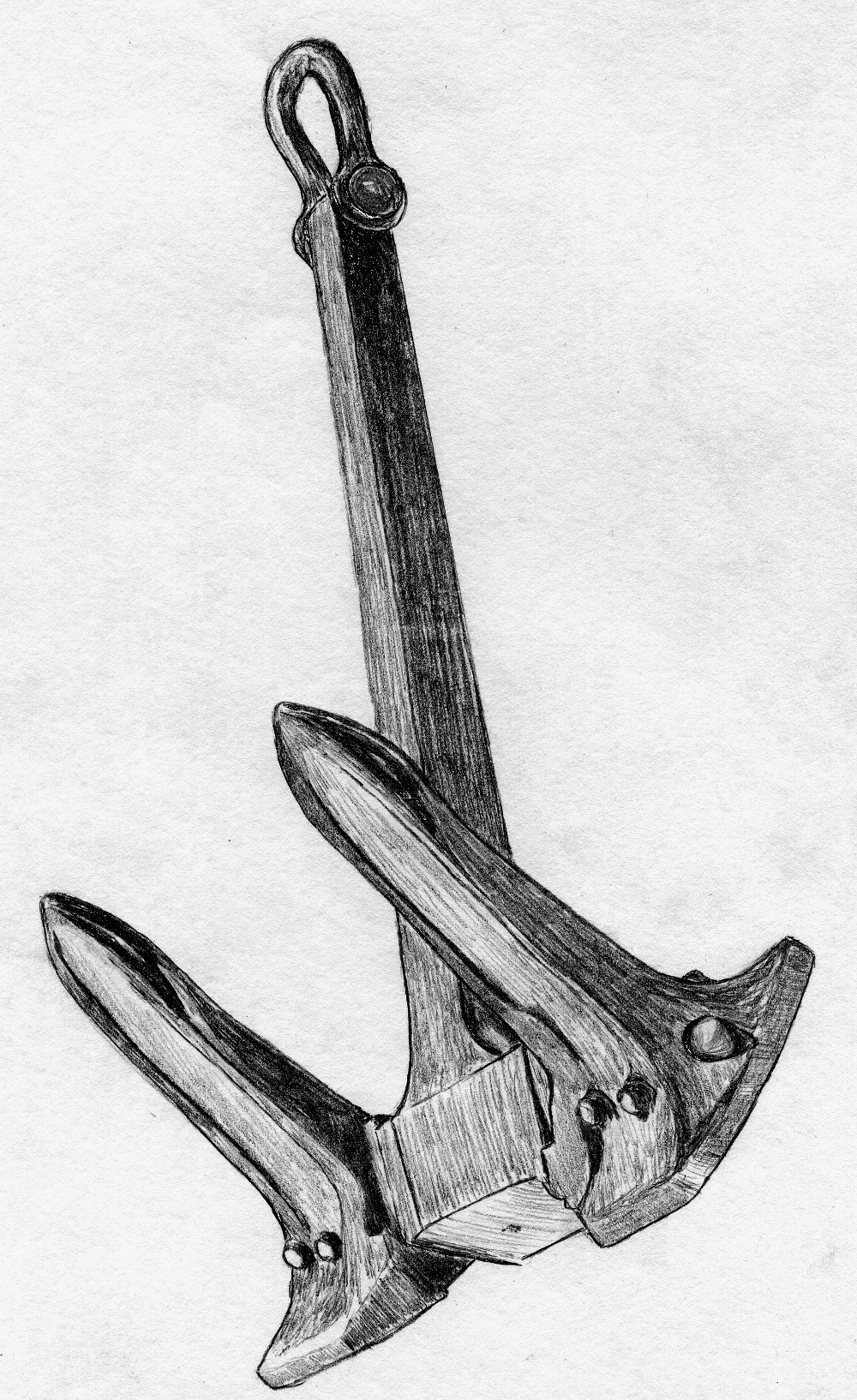
Якорь Смита.

Якорь Смита (англ. Wasteneys-Smith’s stockless anchor) — кованый якорь без штока, применяемый в британском флоте. Веретено якоря Смита выделывается заодно с трендом. Лапы якоря Смита прикрепляются к концам свободно вращающегося в тренде сквозного болта. Угол поворота лап ограничивается приливами, упирающимися в тренд.

## Конструкция
В 1871 году английский инженер из Ньюкасла-на-Тайне Уастенейс-Смит изобрёл новый якорь. Веретено отковывалось заодно с перпендикулярной к нему крестовиной, сквозь которую пропущен массивный болт с двумя прямыми лапами на концах. Ниже оси соединительного болта — два расположенных под прямым углом к лапам выступа, разворачивающих лапы при протаскивании якоря на грунте. Поворот лап ограничен приливами на их внутренних кромках. Конструкция неоднократно усовершенствовалась фирмой «Уастенейс-Смит и сыновья». В настоящее время выпускаются литые версии этого якоря.